# Siergiej Semionow (archeolog)
Siergiej Aristarchowicz Siemionow (ros. Сергей Аристархович Семёнов) ur. 8 października 1898 w Wilnie, zm. 6 grudnia 1978 w Petersburgu - radziecki archeolog, doktor nauk historycznych. Uczestnik wojny domowej w Rosji.
Badacz funkcjonalności narzędzi pradziejowych. Uznawany za twórcę metody analizy traseologicznej artefaktów krzemiennych, kamiennych oraz kościanych. Założyciel Laboratorium Eksperymentalno-Traseologicznego Akademii Nauk ZSRR. Autor licznych publikacji naukowych.

## Biografia
Pochodził z rodziny robotniczej. W trakcie I wojny światowej jego rodzina została ewakuowana do wsi Tubanajewka w guberni niżnonowogrodzkiej. Początkowo uczył dzieci pisania i czytania, później pracował jako urzędnik w ujeździe. W 1917 roku przeprowadził się do Orenburga, gdzie został zatrudniony jako pracownik kolei.
Po wybuchu rewolucji październikowej zgłosił się na ochotnika do Czerwonej Gwardii. Następnie przeniesiono go do orenburskiego oddziału Czeka w celu zwalczania działalności kontrrewolucyjnej. Jako śledczy został skierowany do Azji Środkowej do zwalczania basmactwa. W tym okresie pojawiło się u niego zainteresowanie pracą literacką oraz naukową. By rozwijać się w tych kierunkach, po demobilizacji, przeniósł się do Petersburga i podjął studia w Państwowym Instytucie Pedagogicznym w Leningradzie. W 1927 roku obronił pracę dyplomową pod tytułem Pojawienie się narzędzi pracy (ros. Возникновение орудий труда), uzyskując specjalizację nauczyciela historii.
W 1928 roku dołączył do ekspedycji geobotaników na półwysep Kanin. Na podstawie doświadczeń z wyprawy napisał cykl tekstów dotyczących obyczajów i życia Samojedów zamieszkujących półwysep. W 1929 roku podjął pracę jako monter w zakładach Радист, cały czas rozwijając w wolnym czasie swoje zainteresowania badawcze dotyczące prehistorii. W 1931 całkowicie poświęcił się pracy naukowej i został słuchaczem Państwowej Akademii Historii Kultury Materialnej. Trzy lata później zatrudnił się w Instytucie Archeologii Akademii Nauk ZSRR, gdzie pracował do końca życia. W roku 1937 obronił pracę dyplomową pod tytułem Badania funkcji narzędzi górnopaleolitycznych na podstawie śladów użytkowania (ros. Изучение функций верхнепалеолитических орудий труда по следам от употребления).
Działalność naukową musiał przerwać z powodu ataku III Rzeszy na Związek Radziecki. Podczas blokady Leningardu służył w lokalnym oddziale obrony przeciwlotniczej. W 1942 roku ze względu na stan zdrowia został ewakuowany do Iwanowa, gdzie pracował jako wykładowca na tamtejszym uniwersytecie. Po powrocie do Leningradu w 1944 roku ponownie zajął się badaniem pradziejowych technologii oraz narzędzi. W 1957 roku obronił pracę na doktora nauk (odpowiednik habilitacji) pt. Prehistoryczna technologia (doświadczenia w badaniu starożytnych narzędzi i produktów na podstawie śladów pracy) (ros. Первобытная техника (Опыт изучения древнейших орудий и изделий по следам работы)) stanowiącą podstawę jego opus magnum czyli publikacji Первобытная техника, przetłumaczonej również na język angielski jako Prehistoric Technology. Tekst ten uznawany jest za fundamentalny w wypracowaniu metody traseologicznej.